# Forsaking All Others (1922)

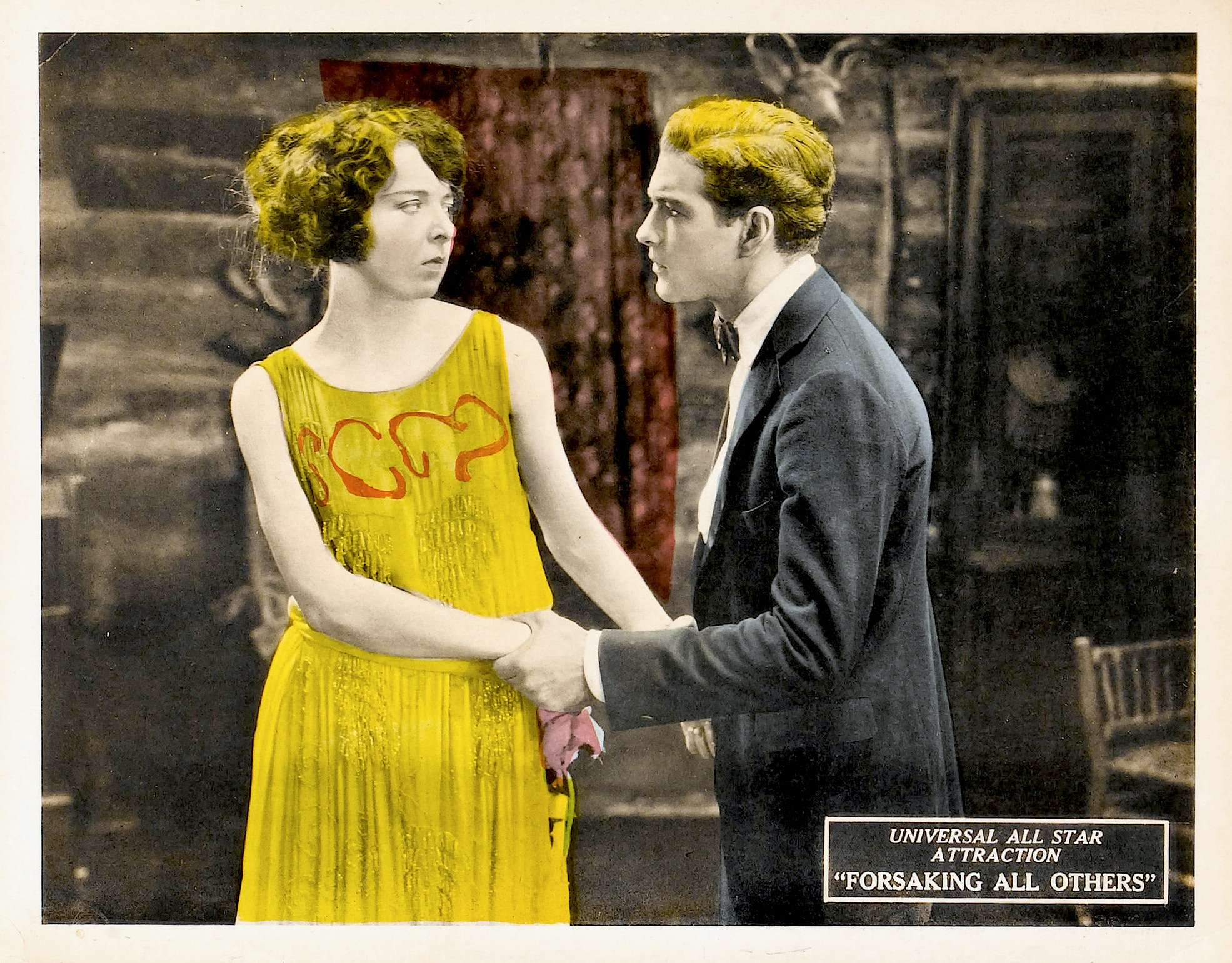
Affiche

Forsaking All Others is een stomme film uit 1922 onder regie van Emile Chautard. Colleen Moore, Cullen Landis, Irene Wallace, Sam De Grasse en Lucille Ricksen hebben de hoofdrollen. Er bestaan geen bekende kopieën van de film.

## Verhaal
| Acteur              | Personage        |
| ------------------- | ---------------- |
| Colleen Moore       | Penelope Mason   |
| Cullen Landis       | Oliver Newell    |
| Irene Wallace       | Mrs. Newell      |
| Sam De Grasse       | Dr. Mason        |
| June Elvidge        | Enid Morton      |
| David Torrence      | Mr. Morton       |
| Melbourne MacDowell | Cyrus K. Wharton |
| Elinor Hancock      | Mrs. Wharton     |
| Lucille Ricksen     | May Wharton      |